# Mike Kjølø
Mike Kjølø, né le 27 octobre 1971 à Oslo (Norvège), est un footballeur norvégien, qui évoluait au poste de défenseur à l'AIK Solna et en équipe de Norvège.
Kjølø n'a marqué aucun but lors de son unique sélection avec l'équipe de Norvège en 2000. 

## Carrière
- 1991-1997 : Skeid Fotball
- 1998-1999 : AIK Solna
- 2000-2008 : Stabæk Fotball

## Palmarès

### En équipe nationale
- 1 sélection et 0 but avec l'équipe de Norvège en 2000[1].

### Avec l'AIK Solna
- Vainqueur du Championnat de Suède de football en 1998.
- Vainqueur de la Coupe de Suède de football en 1999.

### Avec Stabæk
- Vainqueur du Championnat de Norvège de football en 2008.